# Général Chanzy
Die Général Chanzy war ein 1892 in Dienst gestelltes Passagierschiff der französischen Reederei Compagnie Générale Transatlantique (CGT), das Passagiere, Fracht und Post von Marseille nach Algier beförderte. Am 10. Februar 1910 sank die Général Chanzy vor der Baleareninsel Menorca, als sie durch einen heftigen Sturm gegen ein Riff geworfen wurde und die Kessel explodierten. Von den 156 Passagieren und Besatzungsmitgliedern überlebte nur ein einziger.

## Das Schiff
Die Général Chanzy wurde 1891 von der Werft Chantiers & Ateliers in Saint-Nazaire, einer Hafenstadt an der Loiremündung, gebaut. Dort lief sie im darauf folgenden Jahr vom Stapel und wurde im Mai 1892 in Dienst gestellt. Sie war das zuletzt fertiggestellte in einem Quintett von Schwesterschiffen, die CGT für ihren Passagier- und Frachtverkehr im westlichen Mittelmeerraum in Auftrag gab. Die anderen waren die Eugène Péreire (1888), Duc de Bragance (1889), Maréchal Bugeaud (1890) und Ville d’Alger (I) (1890).
Das Dampfschiff war 106,5 Meter lang, 15,9 Meter breit und hatte einen Tiefgang von 7,7 Metern. Sie verdrängte 2920 Tonnen. Die Général Chanzy wurde nach dem französischen General und Diplomaten Alfred Chanzy (1823–1883) benannt. Auf einer Fahrt im August 1895 von Le Havre nach Brest hatte sie den amtierenden französischen Präsidenten Félix Faure an Bord. 1902 und 1903 wurde der Dampfer neu ausgestattet und renoviert, es wurden unter anderem neue Kessel eingebaut.

## Untergang
Am Mittwoch, dem 9. Februar 1910 lief die Général Chanzy unter dem Kommando von Kapitän Bruno Cayol in Marseille zu einer weiteren Überfahrt nach Algier aus. An Bord befanden sich 69 Besatzungsmitglieder und 87 Passagiere, darunter 30 in der Ersten Klasse. Die Passagiere waren hauptsächlich französische Offiziere und Beamte auf dem Rückweg zu ihren Arbeitsplätzen in Algerien. Viele von ihnen wurden von ihren Familien begleitet. Es waren jedoch auch einige Italiener, Briten und Türken darunter. Unter den Passagieren befanden sich der schwedische Major Carl Gustaf Mauritz Wilhelm Boltenstern, ein Bruder von Gustaf Adolf Boltenstern senior mit Ehefrau Ulrika; der Londoner Börsenmakler Michael Bruce mit Ehefrau Gertrude; die Komiker Francis Dufor und Eugène Bourguignon; die Sängerin Elise Henry und die Wahrsagerin Marcelle Lafarre.
Am frühen Morgen des darauf folgenden Tages, dem 10. Februar, befand sich das Schiff in der Meeresenge zwischen den Baleareninseln Mallorca und Menorca, als es in einen schweren Sturm mit hohem Wellengang und heftigem Starkwind geriet. Dieser Sturm brachte die Général Chanzy weit vom Kurs ab und ließ sie auf ein langes Felsenriff zutreiben.
Die Schiffsführung versuchte vergeblich, den Dampfer wieder auf Kurs und weg von dem Kliff zu bekommen. Gegen 5 Uhr morgens schleuderten die Wellen die Général Chanzy auf die Felsenbank. Das Heck prallte auf einen Felsen, wodurch die Schraube und das Ruder abbrachen und das Schiff stark erzitterte. Hohe Wellen trafen das Schiff und die Menschen, die nach der Kollision an Deck kamen, wurden von ihnen vom Bootsdeck gewaschen und ins Meer gespült. Durch die schlechten Bedingungen konnten die Rettungsboote nicht zu Wasser gelassen werden. Als das eindringende Seewasser den Maschinenraum erreichte, explodierten die Kessel und der mittlere Teil des Schiffs flog in die Luft. Der Bug und das Heck wurden weiter gegen das Riff geschleudert und sanken schließlich. Die Général Chanzy hinterließ ein großes Feld von Trümmern und Leichen.

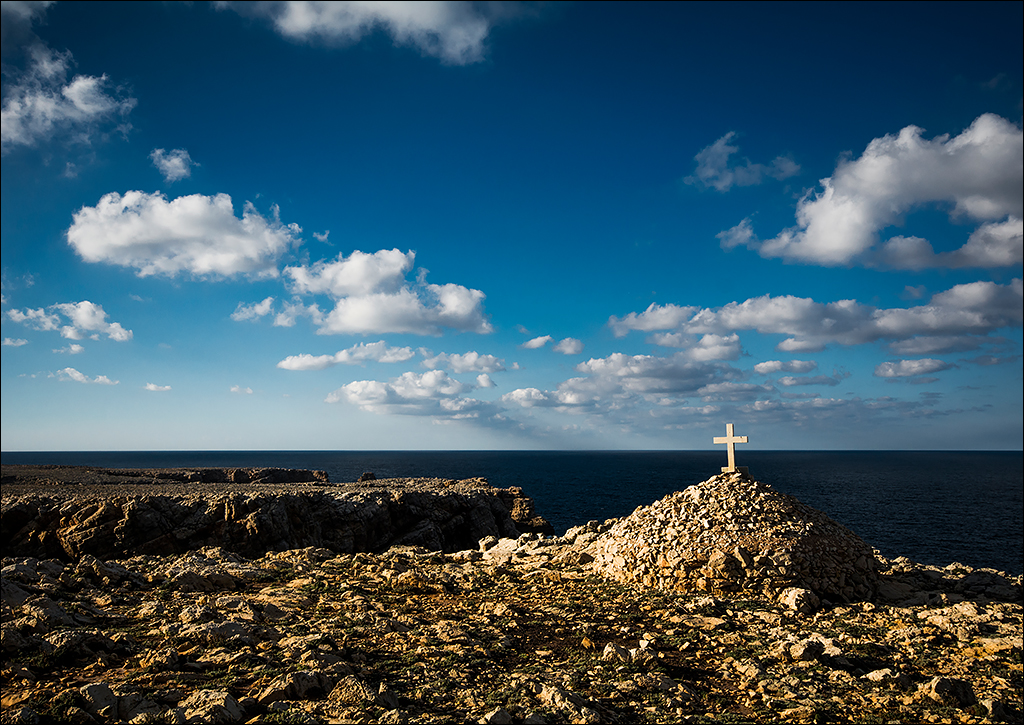
Denkmal zum Gedenken an die Opfer des Wracks von Général Chanzy an der Nordküste von Menorca

Von den 156 Personen an Bord kamen 155 ums Leben. Der Passagier Marcel Henri Emile Bodez, ein 23-jähriger in Algerien lebender französischer Zollbeamter, war der einzige Überlebende. Er hielt sich an einem Wrackteil fest, bis er am folgenden Tag an Land gespült wurde. Kurz darauf wurden Schiffe an den Unglücksort geschickt, um nach weiteren Überlebenden zu suchen. Sie fanden jedoch nur Wrackteile und zum Teil entsetzlich zugerichtete Leichen. Nur zehn konnten noch identifiziert werden.